# Atrypa
Atrypa — рід плеченогих з раковинами округлої або короткої яйцеподібної форми, вкритими багатьма тонкими радіальними виступами (або ребрами), які розходяться далі, а лінії росту перпендикулярні ребрам і розташовані в 2-3 рази ширше. Клапан ніжки трохи опуклий, але має тенденцію вирівнюватися або навіть ставати злегка увігнутим у напрямку до переднього краю (тобто: протилежного шарніра та ніжки). Плечовий клапан сильно опуклий. У жодному клапані немає міжобласті (тобто пласкої ділянки, що межує з шарнірною лінією приблизно перпендикулярно решті клапана). Атрипа була космополітом і існувала з кінця нижнього силуру (Телич) до початку верхнього девону (франський  ярус). Інші джерела розширюють діапазон від пізнього ордовику до кам'яновугільного періоду, приблизно від 449 до 336 млн років. Запропонований новий вид, A. harrisi, був знайдений у багатій на трилобіти формації Флореста в Бояці, Колумбія.

## Перепризначені види
Оскільки Атрипа була відкрита на ранній стадії, відтоді багато видів було перепризначено.
| - A. arata = Pentamerella arata - A. aspera вар. західний = Spinatrypa occidentalis - A. astuta = Felinotoechia astuta - A. congregata = Camarotoechia congregata - A. coralifera = Eodictyonella coralifera - A. depressa = Plagiorhyncha glassii - A. dubia = Protorhyncha dubia - A. elongata = Rensselaeria elongata - A. exigua = Protozyga exigua - A. extans = Triplesia extans - A. flabellites = Leptocoelia propria - A. gruenwaldtiaeformis = Nalivkinia gruenwaldtiaeformis - A. hemiplicata = Parastrophina hemiplicata - A. hemisphaerica = Eocoelia hemisphaerica - A. hircina = Хирциниска гірчина - A. hirsuta = Parazyga hirsuta - A. hystrix вар. західний = Spinatrypa occidentalis - A. increbescens = Rhynchotrema increbescens - A. kolymensis = Vagrania kolymensis | - A. laevis = Meristella laevis - A. lens = Stricklandia lens - A. linguifera = Antirhynchonella linguifera - A. medialis = Eatonia medialis - A. modesta = Zygospira modesta - A. nitens = Hisingerella nitens - A. nitida = Whitfieldella nitida - A. nucella = Lycophoria nucella - A. obovata = Glassia obovata - A. obtusiplicata = Pectorhyncha obtusiplicata - A. peculiaris = Costellirostra peculiaris - A. plebeia = Dicamara plebeia - A. pleiopleura = Pleiopleurina pleiopleura - A. prunum = Atrypella prunum - A. recurvirostra = Zygospira recurvirostra - A. scitula = Charionella scitula - A. sordida = Cyclocoelia sordida - A. tumida = Meristina tumida - A. unisulcata = Pentagonia peersii |

## Органічний вміст скам'янілостейатрипи
У деяких скам'янілостях можуть зберігатися органічні сполуки. У дуже старих скам'янілостях, як правило, зберігаються лише стабільніші амінокислоти. У зразках Atrypa reticularis з Венлокських сланців (нижній силур) були знайдені аланін, гліцин, глутамінова кислота, лейцин, ізолейцин, пролін, валін і аспарагінова кислота.

## Галерея

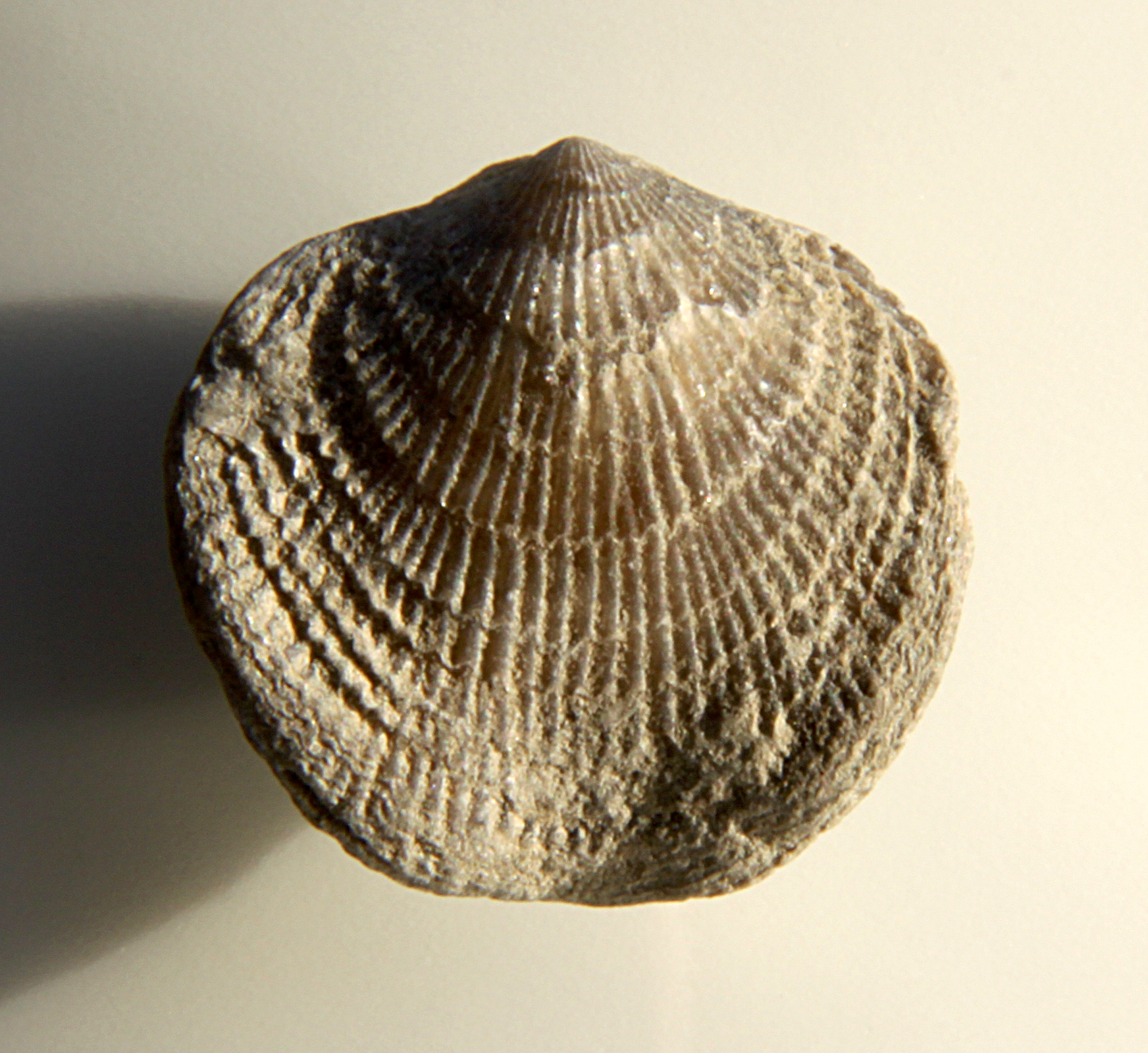
Atrypa devoniana, клапан на ніжці
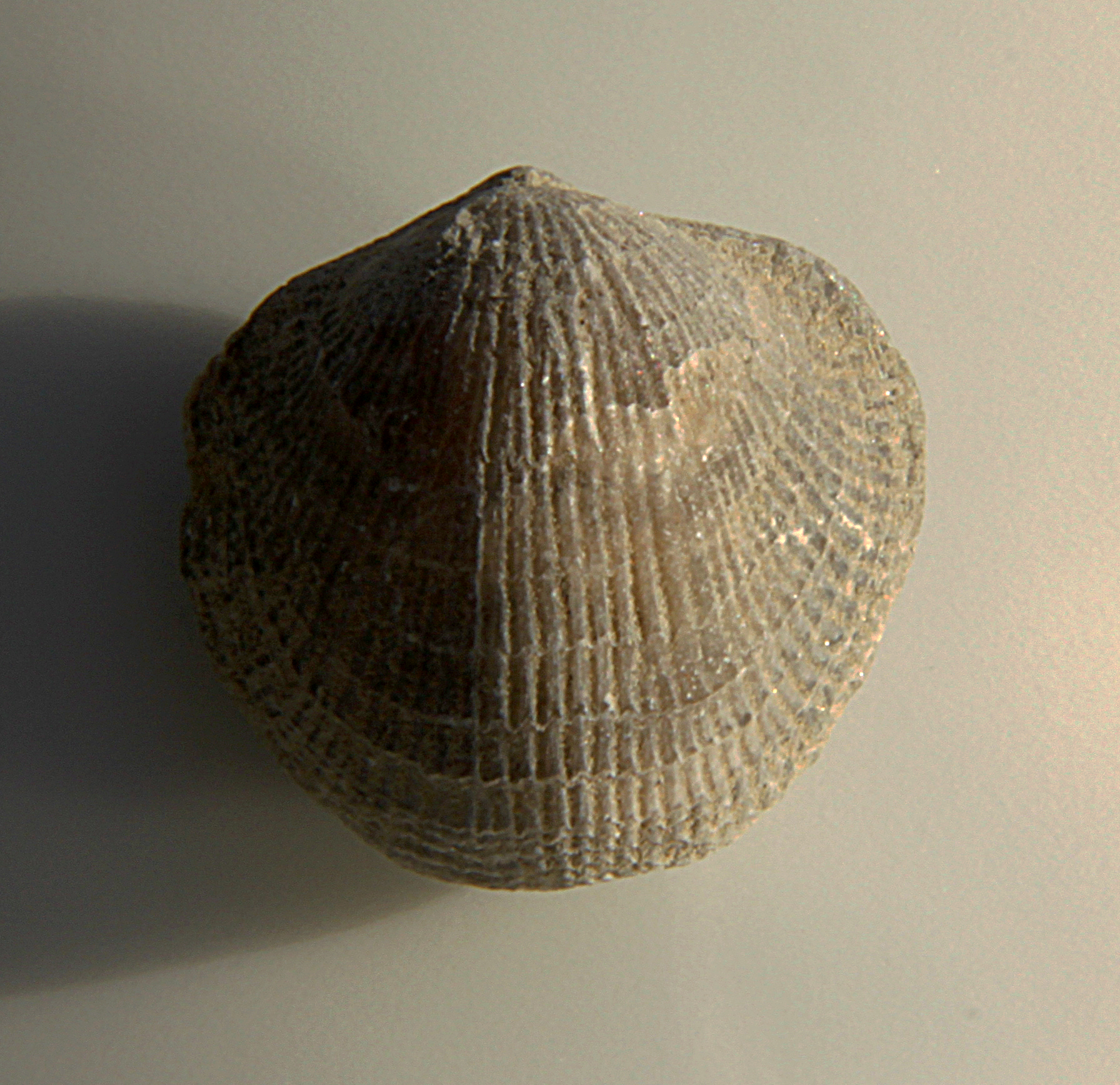
Atrypa devoniana, плечовий клапан
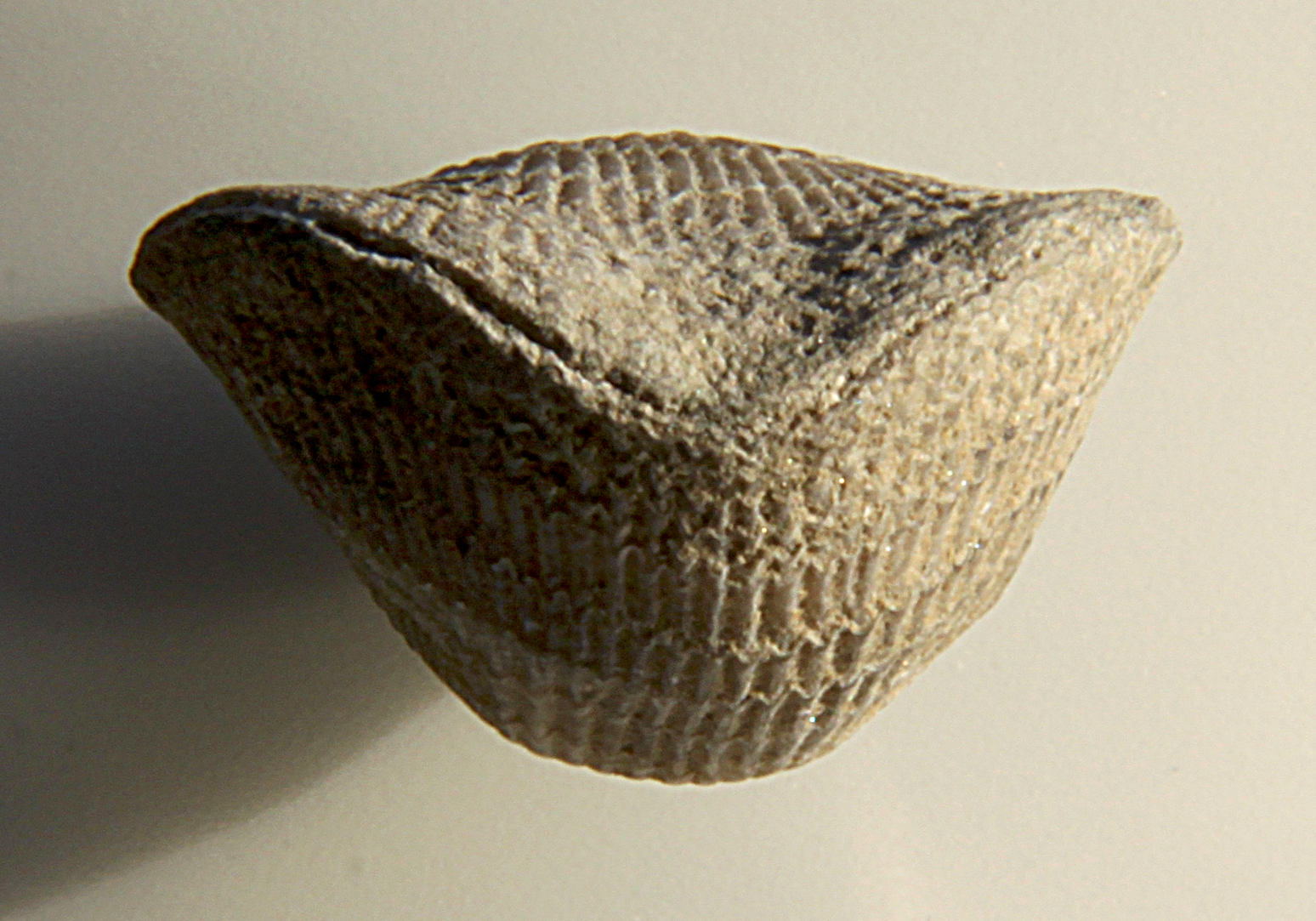
Atrypa devoniana, вигляд спереду
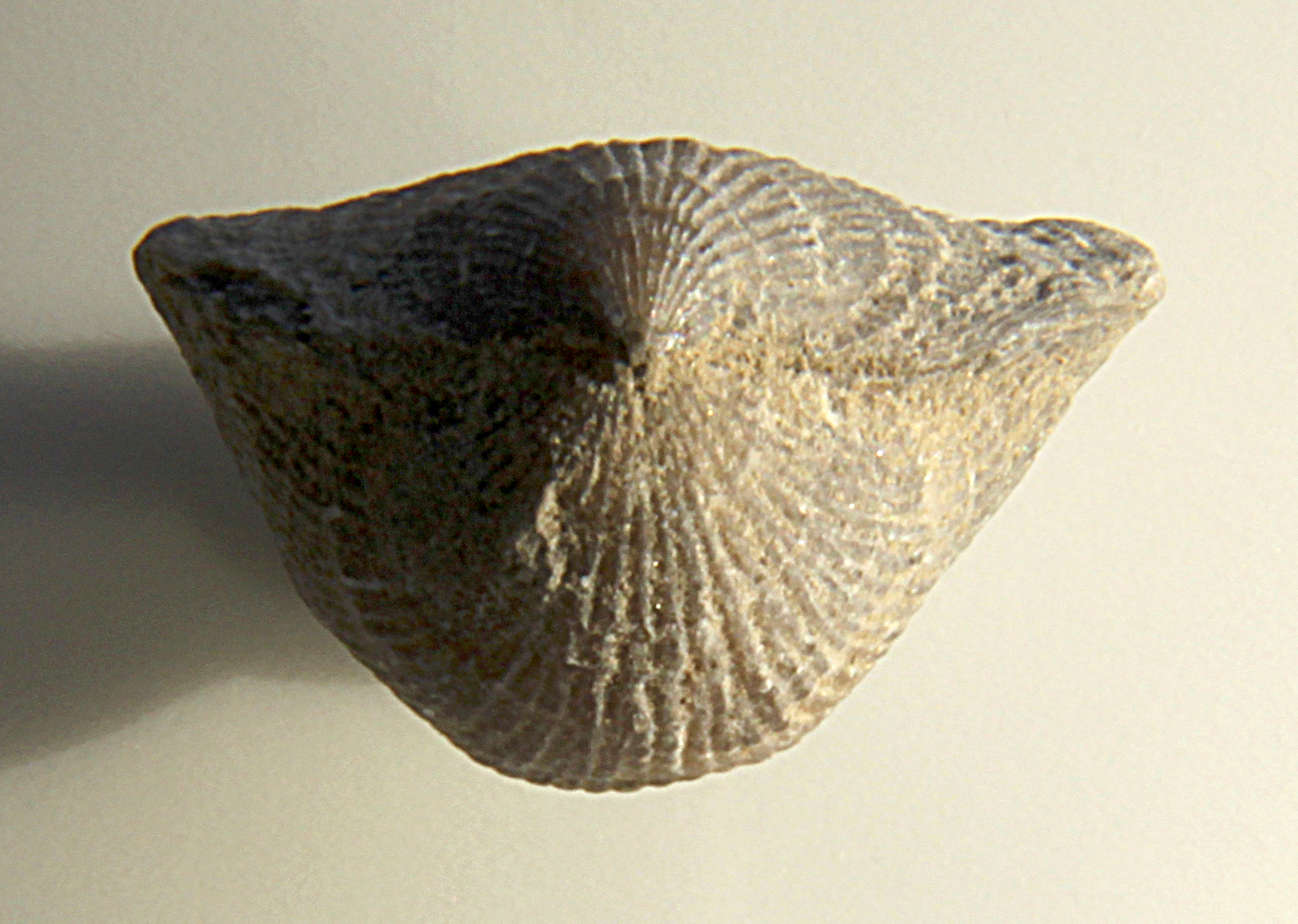
Atrypa devoniana, вигляд ззаду
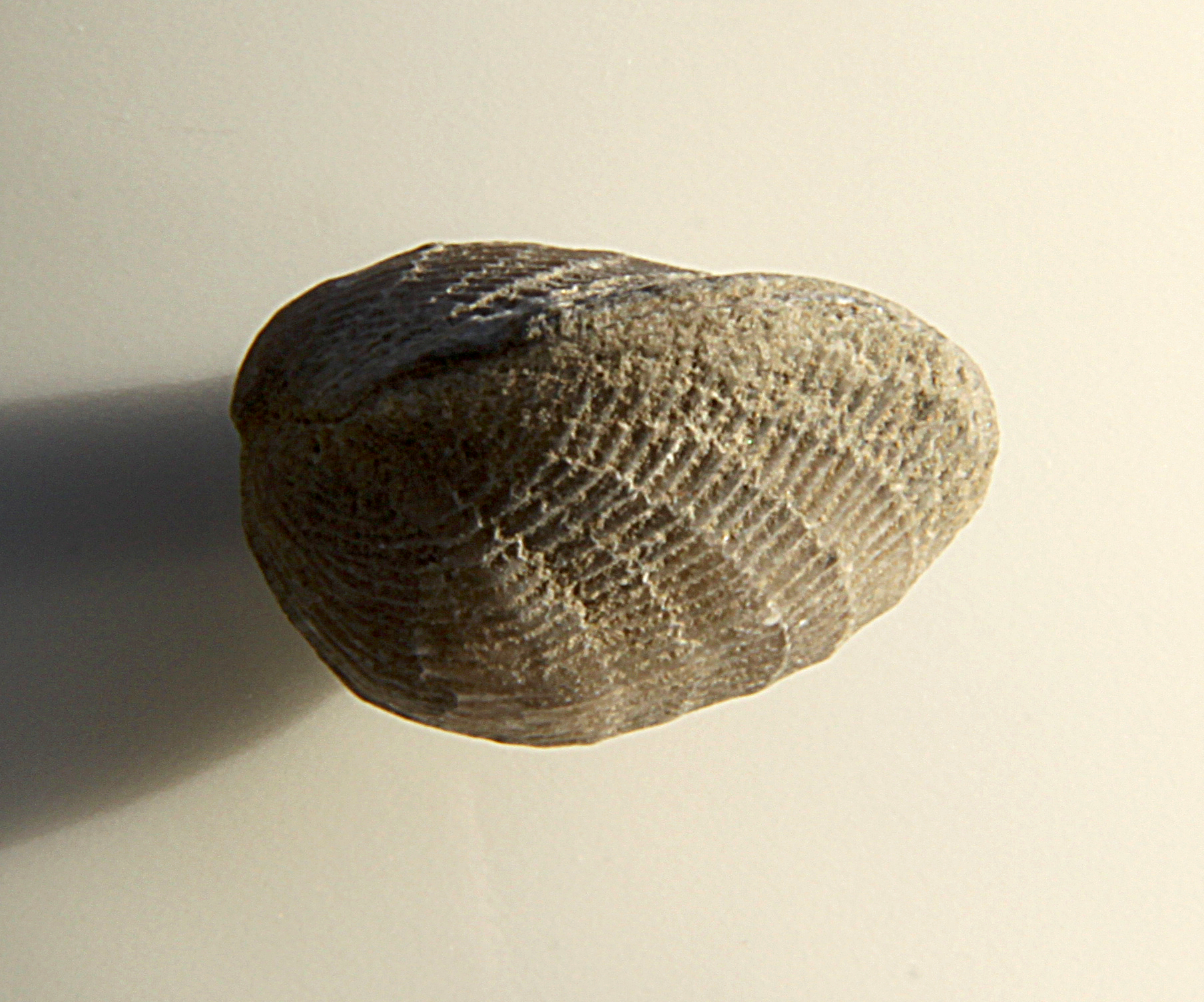
Atrypa devoniana, вигляд збоку
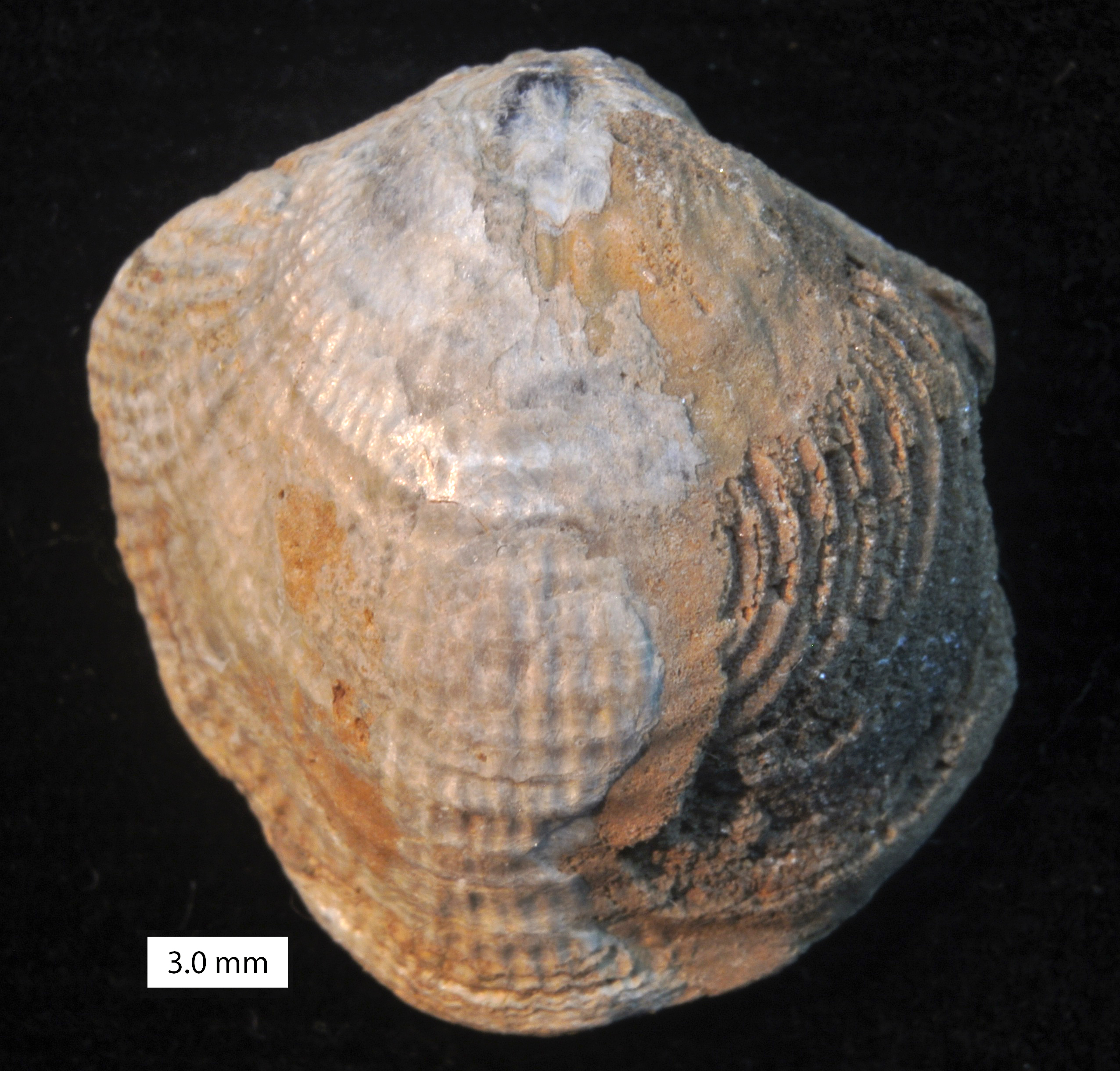
Atrypa sp.; Couvinian (Middle Devonian); Ель Пікаль, Леон, Іспанія. Розмито, щоб показати спіраль праворуч.